# Міші Батшуаї
Міші Батшуаї (фр. Michy Batshuayi, нар. 2 жовтня 1993, Брюссель, Бельгія) — бельгійський футболіст, центральний нападник турецького клубу «Галатасарай» та збірної Бельгії.

## Клубна кар'єра

### «Стандард» Льєж
Батшуаї почав кар'єру у футбольній школі місцевого клубу «Брюссель». У 2006 році його запросили в академію «Андерлехта», але незабаром відрахували за порушення розпорядку і постійні конфлікти. Міші повернувся в «Брюссель». 

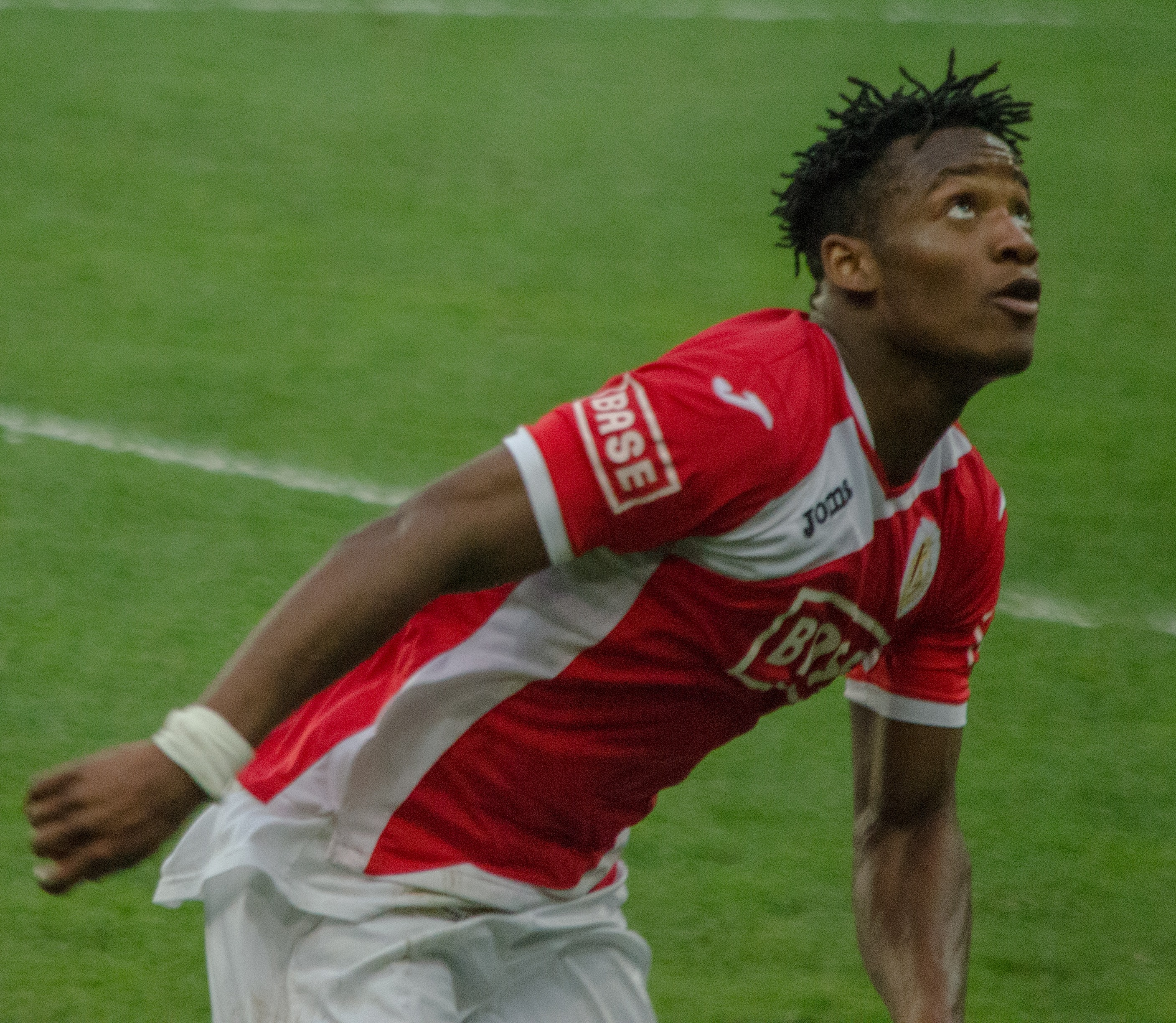
Міші Батшуаї під час виступів за «Стандард». 2014 рік.

У 2008 році він перебрався в академію «Стандарда» (Льєж). 20 лютого 2011 року в матчі проти «Гента» Батшуаї дебютував у Жюпіле-лізі. 14 січня 2012 року в поєдинку проти «Беєрсхота» Міші забив свій перший гол за «Стандарт». Взимку 2013 року Батшуаї став найкращим бомбардиром першої половини чемпіонату.

### «Марсель»
27 червня 2014 року було оголошено, що Батшуаї підписав контракт з французьким «Марселем» терміном на 5 років. Сума трансферу склала 6 мільйонів євро. 9 серпня в матчі проти «Бастії» Міші дебютував у Лізі 1, замінивши у другому таймі Дімітрі Паєта. 23 листопада в поєдинку проти «Бордо» Батшуаї забив свій перший гол за клуб. На початку сезону Міші рідко виходив в основі через високу конкуренцію. На початку 2015 року протягом місяця Батшуайи забив шість голів, зробивши три дублі у ворота «Сент-Етьєна», «Тулузи» і «Ланса». Незважаючи на те, що всі ці поєдинку були виїзними і Міші тільки в одному з них вийшов в основі, тренер команди Марсело Б'єлса, не надав нападнику більше ігрового часу.
Влітку 2015 року Марсель покинули Андре Аю і головний снайпер команди Андре-П'єр Жиньяк. Б'єлса також залишив посаду головного тренера, Мічел відразу ж почав випускати Батшуаї в стартовому складі. У перших 12 матчах чемпіонату Міші відзначився 8 разів. Загалом же за сезон він забив 17 голів у 36 матчах

### «Челсі»
3 липня 2016 року Міші перейшов у англійський «Челсі» за 39 мільйонів євро. Контракт підписаний строком на 5 років. 15 серпня в матчі проти «Вест Гем Юнайтед» Батшуаї дебютував у англійській Прем'єр-лізі, замінивши у другому таймі Оскара. В кінці поєдинку він асистував Дієго Кості, який забив переможний гол. 20 серпня в поєдинку проти «Вотфорда» Міші забив свій перший гол за «Челсі». 23 серпня в матчі Кубку Ліги проти «Брістоль Роверс» Батшуаї оформив свій перший «дубль» за «аристократів». У своєму дебютному сезоні він допоміг клубу виграти чемпіонат. 

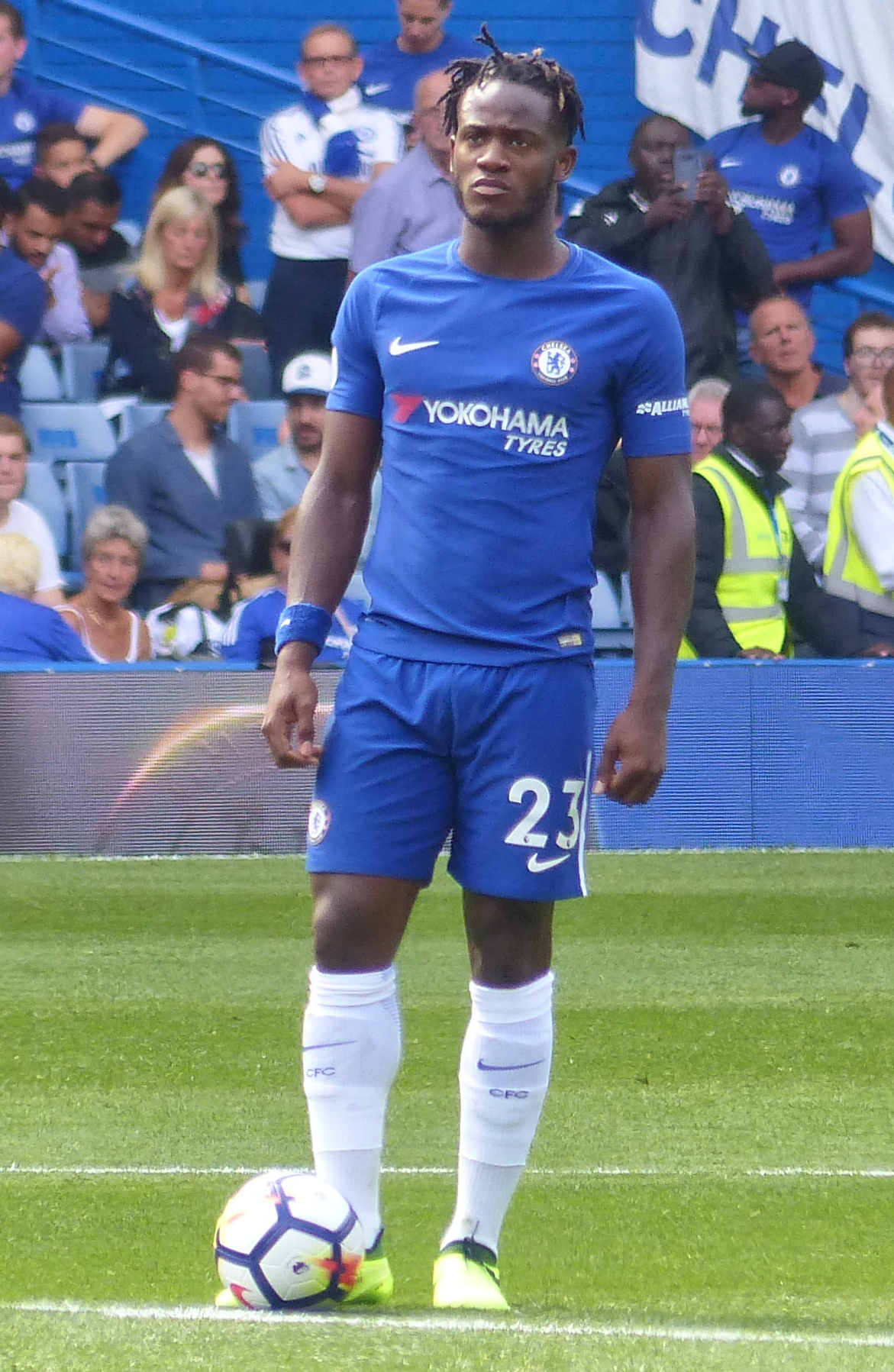
Міші Батшуаї під час виступів за «Челсі». 2017 рік.

21 травня в поєдинку проти «Сандерленда» Міші зробив свій перший «дубль» в чемпіонаті. У матчі Кубка англійської ліги проти «Ноттінгем Форест» він зробив хет-трик. У поєдинках Ліги чемпіонів проти азербайджанського "Карабаха та іспанського «Атлетіко Мадрид» Батшуаї забив по голу.

### Оренда в «Боруссію Д»
31 січня 2018 року Батшуаї перейшов на правах оренди в дортмундську «Боруссію». «Джмелі» орендували 24-річного нападника на півроку без права подальшого викупу. 2 лютого в матчі проти «Кельна» він дебютував у Бундеслізі. У цьому ж поєдинку Міші зробив «дубль», забивши свої перші голи за «Боруссію». 15 лютого в матчі Ліги Європи проти італійської «Аталанти» він відзначився двома м'ячами. 15 квітня 2018 року форвард отримав травму гомілковостопного суглоба, через що вибув до кінця сезону.

### Оренда в «Валенсію»
10 серпня 2018 був відданий на сезон в оренду до «Валенсії». В січні його оренда була вкорочена, і Батшуаї повернувся до «Челсі».

### Оренда в «Крістал Пелес»
З січня 2019 та до кінця сезону виступав на правах оренди за «Крістал Пелес».

## Виступи за збірні
Протягом 2012—2014 років залучався до складу молодіжної збірної Бельгії. На молодіжному рівні зіграв у 13 офіційних матчах, забив 7 голів.
Батшуаї мав право грати за національну збірну ДР Конго через своїх батьків, але в березні 2015 року він виключив цей варіант, заявивши, що, хоча його конголезька спадщина важлива для нього, він би краще представляв Бельгію. 28 березня 2015 року в матчі відбіркового турніру до чемпіонату Європи 2016 року проти збірної Кіпру Батшуаї дебютував за збірну Бельгії, замінивши у другому таймі Крістіан Бентеке. У цьому ж поєдинку він забив свій перший гол за національну команду.
Влітку 2016 року в складі збірної Батшуаї взяв участь у чемпіонаті Європи у Франції. На турнірі він зіграв у матчах проти команд Угорщині та Уельсу. У поєдинку проти угорців Міші забив гол.
У кваліфікації до чемпіонату світу 2018 року Батшуаї забив один раз у зустрічі проти Боснії та Герцеговини (4:3) 7 жовтня 2017 року, принісши перемогу своїй команді, втім на той момент «червоні дияволи» вже забезпечили собі місце на фінальному турнірі у Росії, куди Батшуаї і поїхав з командою наступного року.
| Дата       | Місто           | Господарі            | Результат | Гості             | Турнір                                 | Голи | Примітки |
| ---------- | --------------- | -------------------- | --------- | ----------------- | -------------------------------------- | ---- | -------- |
| 28-3-2015  | Брюссель        | Бельгія              | 5 – 0     | Кіпр              | Відбір до ЧЄ 2016                      | 1    | 77'      |
| 13-11-2015 | Брюссель        | Бельгія              | 3 – 1     | Італія            | товариський матч                       | 1    | 62'      |
| 29-3-2016  | Лейрія          | Португалія           | 2 – 1     | Бельгія           | товариський матч                       | -    | 67'      |
| 28-5-2016  | Женева          | Швейцарія            | 1 – 2     | Бельгія           | товариський матч                       | -    | 58'      |
| 31-5-2016  | Брюссель        | Бельгія              | 1 – 1     | Фінляндія         | товариський матч                       | -    | 57'      |
| 26-6-2016  | Тулуза          | Угорщина             | 0 – 4     | Бельгія           | ЧЄ 2016 - 1/8 фіналу                   | 1    | 76'      |
| 1-7-2016   | Лілль           | Уельс                | 3 – 1     | Бельгія           | ЧЄ 2016 - чвертьфінал                  | -    | 83'      |
| 6-9-2016   | Нікосія         | Кіпр                 | 0 – 3     | Бельгія           | Відбір до ЧС 2018                      | -    | 74'      |
| 10-10-2016 | Фару            | Гібралтар            | 0 – 6     | Бельгія           | Відбір до ЧС 2018                      | -    | 80'      |
| 5-6-2017   | Брюссель        | Бельгія              | 2 – 1     | Чехія             | товариський матч                       | 1    | 46'      |
| 9-6-2017   | Таллінн         | Естонія              | 0 – 2     | Бельгія           | Відбір до ЧС 2018                      | -    | 81'      |
| 7-10-2017  | Сараєво         | Боснія і Герцеговина | 3 – 4     | Бельгія           | Відбір до ЧС 2018                      | 1    | 90+2'    |
| 10-10-2017 | Брюссель        | Бельгія              | 4 – 0     | Кіпр              | Відбір до ЧС 2018                      | -    | 56'      |
| 27-3-2018  | Брюссель        | Бельгія              | 4 – 0     | Саудівська Аравія | товариський матч                       | 1    | 59'      |
| 6-6-2018   | Брюссель        | Бельгія              | 3 – 0     | Єгипет            | товариський матч                       | -    | 46'      |
| 11-6-2018  | Брюссель        | Бельгія              | 4 – 1     | Коста-Рика        | товариський матч                       | 1    | 52'      |
| 23-6-2018  | Москва          | Бельгія              | 5 – 2     | Туніс             | ЧС 2018 - 1-й етап                     | 1    | 68'      |
| 28-6-2018  | Калінінград     | Англія               | 0 – 1     | Бельгія           | ЧС 2018 - 1-й етап                     | -    |          |
| 10-7-2018  | Санкт-Петербург | Франція              | 1 – 0     | Бельгія           | ЧС 2018 - півфінал                     | -    | 90+1'    |
| 7-9-2018   | Глазго          | Шотландія            | 0 – 4     | Бельгія           | товариський матч                       | 2    | 46'      |
| 16-10-2018 | Брюссель        | Бельгія              | 1 – 1     | Нідерланди        | товариський матч                       | -    | 46'      |
| 15-11-2018 | Брюссель        | Бельгія              | 2 – 0     | Ісландія          | Ліга націй УЄФА 2018-2019 - 1-й етап   | 2    |          |
| 18-11-2018 | Люцерн          | Швейцарія            | 5 – 2     | Бельгія           | Ліга націй УЄФА 2018-2019 - 1-й етап   | -    | 65'      |
| 21-3-2019  | Брюссель        | Бельгія              | 3 – 1     | Росія             | Відбір до ЧЄ 2020                      | -    |          |
| 24-3-2019  | Нікозія         | Кіпр                 | 0 – 2     | Бельгія           | Відбір до ЧЄ 2020                      | 1    | 89'      |
| 8-6-2019   | Брюссель        | Бельгія              | 3 – 0     | Казахстан         | Відбір до ЧЄ 2020                      | -    | 72'      |
| 6-9-2019   | Серравалле      | Сан-Марино           | 0 – 4     | Бельгія           | Відбір до ЧЄ 2020                      | 2    |          |
| 13-10-2019 | Астана          | Казахстан            | 0 – 2     | Бельгія           | Відбір до ЧЄ 2020                      | 1    | 11' 78'  |
| 16-11-2019 | Санкт-Петербург | Росія                | 1 – 4     | Бельгія           | Відбір до ЧЄ 2020                      | -    | 77'      |
| 8-9-2020   | Брюссель        | Бельгія              | 5 – 1     | Ісландія          | Ліга націй УЄФА 2020—2021 - 1-й етап   | 2    |          |
| 8-10-2020  | Брюссель        | Бельгія              | 1 – 1     | Кот-д'Івуар       | товариський матч                       | 1    | 68'      |
| 11-11-2020 | Левен           | Бельгія              | 2 – 1     | Швейцарія         | товариський матч                       | 2    |          |
| 30-3-2021  | Левен           | Бельгія              | 8 – 0     | Білорусь          | Відбір до ЧС 2022                      | 1    | 64'      |
| 3-6-2021   | Брюссель        | Бельгія              | 1 – 1     | Греція            | товариський матч                       | -    | 46'      |
| 21-6-2021  | Санкт-Петербург | Фінляндія            | 0 – 2     | Бельгія           | ЧЄ 2020 - 1-й етап                     | -    | 76'      |
| 5-9-2021   | Брюссель        | Бельгія              | 3 – 0     | Чехія             | Відбір до ЧС 2022                      | -    | 81'      |
| 8-9-2021   | Казань          | Білорусь             | 0 – 1     | Бельгія           | Відбір до ЧС 2022                      | -    | 84'      |
| 7-10-2021  | Турин           | Бельгія              | 2 – 3     | Франція           | Ліга націй УЄФА 2020—2021 - півфінал   | -    | 90+2'    |
| 10-10-2021 | Турин           | Італія               | 2 – 1     | Бельгія           | Ліга націй УЄФА 2020—2021 - 3-тє місце | -    |          |
| 26-3-2022  | Дублін          | Ірландія             | 2 – 2     | Бельгія           | товариський матч                       | 1    | 83'      |
| 29-3-2022  | Брюссель        | Бельгія              | 3 – 0     | Буркіна-Фасо      | товариський матч                       | -    | 69'      |
| 3-6-2022   | Брюссель        | Бельгія              | 1 – 4     | Нідерланди        | Ліга націй УЄФА 2022—2023 - 1-й етап   | 1    | 67'      |
| 8-6-2022   | Кардіфф         | Бельгія              | 6 – 1     | Польща            | Ліга націй УЄФА 2022—2023 - 1-й етап   | -    | 84'      |
| 11-6-2022  | Кардіфф         | Уельс                | 1 – 1     | Бельгія           | Ліга націй УЄФА 2022—2023 - 1-й етап   | -    |          |
| 14-6-2022  | Варшава         | Польща               | 0 – 1     | Бельгія           | Ліга націй УЄФА 2022—2023 - 1-й етап   | 1    | 67'      |
| 22-9-2022  | Брюссель        | Бельгія              | 2 – 1     | Уельс             | Ліга націй УЄФА 2022—2023 - 1-й етап   | 1    | 65'      |
| 25-9-2022  | Амстердам       | Нідерланди           | 1 – 0     | Бельгія           | Ліга націй УЄФА 2022—2023 - 1-й етап   | -    | 46'      |
| 18-11-2022 | Ель-Кувейт      | Бельгія              | 1 – 2     | Єгипет            | товариський матч                       | -    | 46'      |
| 23-11-2022 | Ер-Раян         | Бельгія              | 1 – 0     | Канада            | ЧС 2022 - груповий етап                | 1    | 78'      |
| Усього     |                 | Матчів               | 49        |                   | Голів (7 місце)                        | 27   |          |

## Досягнення
- Чемпіон Англії (1):

«Челсі»: 2016–17
- Володар Кубка Бельгії (1):

«Стандард»: 2010–11
- Володар Суперкубка Туреччини (1):

«Бешикташ»: 2021
- Володар Кубка Туреччини (1):

«Фенербахче»: 2022-23
Збірні
- Бронзовий призер чемпіонату світу: 2018